# Комуністична партія Киргизії (СРСР)
Комуністична партія Киргизії  — комуністична партія, відділення Комуністичної партії Радянського Союзу (КПРС) на території Киргизької Радянської Соціалістичної Республіки (Киргизької РСР), правляча і єдина легальна партія в цій республіці з 23 квітня 1937 року до 31 серпня 1991 року.
Наступницею КП Киргизії вважається Партія комуністів Киргизстану.

### Перші секретарі ЦК КП Киргизії
- квітень 1937 — листопад 1937 — Аммосов Максим Кирович
- листопад 1937 — січень 1938 — Кенебаєв Керім (в.о.)
- 24 лютого 1938 — 16 липня 1938 — Вагов Олексій Власович (в.о.)
- 16 липня 1938 — 26 липня 1945 — Вагов Олексій Власович
- 26 липня 1945 — 7 липня 1950 — Боголюбов Микола Семенович
- 7 липня 1950 — 9 травня 1961 — Раззаков Ісхак Раззакович
- 9 травня 1961 — 2 листопада 1985 — Усубалієв Турдакун Усубалійович
- 2 листопада 1985 — 6 квітня 1991 — Масалієв Абсамат Масалійович
- 6 квітня 1991 — 31 серпня 1991 — Аманбаєв Джумгалбек Бексултанович

### Другі секретарі ЦК КП Киргизії
- квітень 1937 — вересень 1937 — Джиєнбаєв Хасан
- вересень 1937 — жовтень 1937 — Абдраїмов Абдукадир
- 10 жовтня 1937 — 20 лютого 1938 — Кенебаєв Керім
- 24 лютого 1938 — 16 липня 1938 — Кольбаєв Кусаїн
- 16 липня 1938 — 10 лютого 1949 — Джаналієв Кадирали
- 10 лютого 1949 — 7 липня 1950 — Суєркулов Абди Суєркулович
- 7 липня 1950 — 9 січня 1952 — Бєсов Віктор Денисович
- 9 січня 1952 — 1 листопада 1958 — Чуркін Василь Нестерович
- 1 листопада 1958 — 9 травня 1961 — Стьопкін Василь Федорович
- 9 травня 1961 — 11 січня 1966 — Гаврилов Михайло Олександрович
- 11 січня 1966 — 3 березня 1971 — Чубаров Анатолій Петрович
- 5 березня 1971 — 25 квітня 1975 — Тартишев Никифор Никифорович
- 25 квітня 1975 — 14 квітня 1977 — Пугачов Юрій Миколайович
- 6 липня 1977 — 5 червня 1981 — Фомиченко Костянтин Юхимович
- 5 червня 1981 — 13 грудня 1985 — Макаренко В'ячеслав Олександрович
- 13 грудня 1985 — 28 липня 1989 — Кисельов Геннадій Миколайович
- 28 липня 1989 — 6 квітня 1991 — Чепелєв Микола Михайлович
- 6 квітня 1991 — 31 серпня 1991 — Сулайманкулов Арзимат Джапарович

### Секретарі ЦК КП Киргизії
- серпень 1937 — вересень 1937 — Саліхов Мурат (3-й секретар)
- вересень 1937 — 10 жовтня 1937 — Іманалієв Шадикан (3-й секретар)
- 10 жовтня 1937 — 22 листопада 1937 — Султанбеков Єшбай Бабекович (3-й секретар)
- 16 липня 1938 — 4 грудня 1939 — Боряк Іван Петрович (3-й секретар)
- 4 грудня 1939 — 30 грудня 1940 — Рисбаєв Абдикарім (3-й секретар)
- 4 грудня 1939 — 13 березня 1940 — Шибанов Іван Георгійович (із кадрів)
- 4 грудня 1939 — 13 березня 1940 — Соболєв Іван Олександрович (із пропаганди)
- 17 березня 1940 — 8 вересня 1942 — Соболєв Іван Олександрович (із кадрів)
- 17 березня 1940 — 18 травня 1942 — Атаєв Дюше Айтбайович (із пропаганди)
- 30 грудня 1940 — 24 травня 1941 — Мамбетов Болот Мамбетович (3-й секретар)
- 24 травня 1941 — 1943 — Мамбетов Болот Мамбетович (із транспорту)
- 24 травня 1941 — 21 листопада 1941 — Рисмендієв Асанакун (3-й секретар)
- 24 травня 1941 — 20 травня 1942 — Зайцев Сергій Іванович (із будівництва і будматеріалів)
- 24 травня 1941 — 8 вересня 1942 — Уманкулов Ургази (із промисловості)
- 24 травня 1941 — 1943 — Голуб Андрій Демидович (із гірничорудної промисловості)
- 21 листопада 1941 — 12 січня 1944 — Токобаєв Молдогази (3-й секретар)
- 20 травня 1942 — 1943 — Мигалін С.Ф. (із будівництва і будматеріалів)
- 20 травня 1942 — 1943 — Ордобаєв Абдулда (із торгівлі та громадського харчування)
- 8 вересня 1942 — 1943 — Уманкулов Ургази (із харчової промисловості)
- 8 вересня 1942 — 1943 — Попков Петро Іванович (із промисловості)
- 8 вересня 1942 — 1944 — Оленчиков Петро Петрович (із кадрів)
- 16 січня 1943 — 16 листопада 1944 — Суєркулов Абди Суєркулович (із пропаганди)
- 1943 — 1943 — Васьков Олексій Іванович (із тваринництва)
- 13 січня 1944 — 8 червня 1946 — Джавадов Микола Єфремович (3-й секретар)
- 1944 — 6 грудня 1945 — Васьков Олексій Іванович (із кадрів)
- 16 листопада 1944 — 21 березня 1947 — Соронбаєв Керім Байбосунович (із пропаганди)
- 8 грудня 1945 — 8 червня 1946 — Бабич Василь Іванович (із кадрів)
- 8 червня 1946 — 17 вересня 1946 — Бабич Василь Іванович (3-й секретар)
- 8 червня 1946 — 10 лютого 1949 — Яковлєв Борис Павлович (із кадрів)
- 19 вересня 1946 — 10 лютого 1949 — Суєркулов Абди Суєркулович (3-й секретар)
- 21 березня 1947 — 10 лютого 1949 — Орозалієв Керімкул Кенжейович (із пропаганди)
- 14 лютого 1949 — 24 квітня 1952 — Яковлєв Борис Павлович
- 14 лютого 1949 — 9 січня 1952 — Орозалієв Керімкул Кенжейович
- 14 лютого 1949 — 9 січня 1952 — Дікамбаєв Кази Дікамбайович
- 1950 — 9 січня 1952 — Токтоманбетова Куліпа
- 9 січня 1952 — 20 вересня 1952 — Кондучалова Кулуйпа
- 9 січня 1952 — 11 грудня 1956 — Каракеєв Курман-Галі
- 24 квітня 1952 — 20 вересня 1952 — Тойгомбаєв Джаманкул
- січень 1956 — 21 березня 1958 — Абдикулов Медербек
- 27 січня 1956 — червень 1958 — Остаплюк Василь Миколайович
- 23 березня 1958 — 11 серпня 1962 — Казакбаєв Абдикаїр
- 26 травня 1959 — 19 лютого 1974 — Вакулов Петро Юхимович
- 27 лютого 1960 — 9 травня 1961 — Зайчиков Василь Никифорович
- 9 травня 1961 — 22 грудня 1962 — Стьопкін Василь Федорович
- 11 серпня 1962 — 27 грудня 1963 — Токомбаєв Асанбек
- 22 грудня 1962 — 22 грудня 1965 — Мінич Микола Григорович
- 22 грудня 1962 — 11 січня 1966 — Чубаров Анатолій Петрович
- 28 грудня 1963 — 7 квітня 1973 — Мураталієв Бейшенбай Тоголокович
- 11 січня 1966 — 3 березня 1966 — Капустян Іван Ксенофонтович
- 4 березня 1966 — 30 січня 1968 — Ібраїмов Султан Ібраїмович
- 22 березня 1968 — 1 березня 1971 — Дуйшеєв Арстанбек Дуйшейович
- 1 березня 1971 — 13 грудня 1985 — Наумов Петро Іванович
- 14 травня 1973 — 10 вересня 1983 — Кулматов Кенеш Нурматович
- 19 лютого 1974 — 26 лютого 1979 — Масалієв Абсамат Масалійович
- 26 лютого 1979 — 13 грудня 1985 — Джумагулов Апас
- 10 вересня 1983 — 13 грудня 1985 — Карипкулов Аманбек Карипкулович
- 13 грудня 1985 — 28 грудня 1988 — Аманбаєв Джумгалбек Бексултанович
- 13 грудня 1985 — 4 грудня 1987 — Молдобаєв Карибек Молдобайович
- 13 грудня 1985 — 28 липня 1989 — Семенов Микола Іванович
- 4 грудня 1987 — 6 квітня 1991 — Шеримкулов Медеткан Шеримкулович
- 25 лютого 1989 — 31 серпня 1991 — Жунусов Аманбай Жунусович
- 13 січня 1990 — 6 квітня 1991 — Паришкура Михайло Іванович
- 6 квітня 1991 — 31 серпня 1991 — Айтбаєв Таштемір Сидигалійович
- 6 квітня 1991 — 31 серпня 1991 — Артемов Володимир Іванович